# Венерино ушко
Венерино ушко (лат. Sinum haliotoideum) — морской брюхоногий моллюск из семейства Naticidae.

## Описание
Назван так по своей уховидной раковине с широким отверстием и маленьким завитком. Длина раковины 15—38 мм.

## Распространение
Вид распространён в Средиземном море и Атлантическом океане. Также обнаружен в Красном море и у побережья Пакистана в Индийском океане.